# Рип Торн
Елмор Руъл „Рип“ Торн младши (на английски: Elmore Rual „Rip“ Torn Jr.) (6 февруари 1931 г. – 9 юли 2019 г.) е американски актьор. 

## Биография

### Кариера
Участва във филмите „Бейби Дол“ (1956), „Цар на царете“ (1961), „Синсинати Кид“ (1965), „Лудия Джо“ (1974), „Кома“ (1978), „Робокоп 3“ (1993), „Момчета-чудо“ (2000), „Твоите, моите и нашите“ (2005) и много други.
През 1996 г. Торн е удостоен с награда Праймтайм Еми в категория „Най-добър поддържащ актьор в сериал – комедия“ за ролята си на Артър „Арти“ в „Шоуто на Лари Сандърс“.
Играе ролята на Зед в „Мъже в черно“ (1997) и „Мъже в черно 2“ (2002).

### Личен живот
Торн се е женил за актрисите Ан Уеджуърт (1955–1961), Джералдин Пейдж (1963–1987) и Ейми Райт (1989–2019). Има шест деца и четирима внуци.

### Смърт
Рип Торн умира на 9 юли в дома си в Лейквил, Кънектикът на 88 години. Остава след себе си съпругата си Ейми, сестра си, 6 деца и 4 внучета.

## Избрана филмография
| Година | Филм                   | Оригинално заглавие  | Роля               | Режисьор        |
| ------ | ---------------------- | -------------------- | ------------------ | --------------- |
| 1956   | Бейби Дол              | Baby Doll            | Зъболекар          | Елия Казан      |
| 1961   | Цар на царете          | King of Kings        | Юда Искариотски    | Никълъс Рей     |
| 1965   | Синсинати Кид          | The Cincinnati Kid   | Слейд              | Норман Джуисън  |
| 1993   | Робокоп 3              | RoboCop 3            | Ръководител на ОКП | Фред Декър      |
| 1997   | Мъже в черно           | Men in Black         | агент Зет          | Бари Зоненфелд  |
| 1998   | Без чувства            | Senseless            | Рандал Тайсън      | Пенелопе Сфирис |
| 1999   | Вътрешен човек         | The Insider          | Джон Скенлън       | Майкъл Ман      |
| 2000   | Момчета-чудо           | Wonder Boys          | Куентин Морууд     | Къртис Хенсън   |
| 2002   | Мъже в черно 2         | Men in Black 2       | агент Зет          | Бари Зоненфелд  |
| 2005   | Твоите, моите и нашите | Yours, Mine and Ours | Командант Шърман   | Раджа Госнел    |